# Medaille für die Befreiung Koreas
Die Medaille für die Befreiung Koreas (Koreanisch: 조선 1945.8.15, Russisch: Медаль «За освобождение Кореи»), auch bekannt als Korea 1945.8.15, ist eine Medaille, die von der VR Korea an Soldaten der Roten Armee verliehen wurde, die im Sowjetisch-Japanischen Krieg gekämpft hatten. 

## Geschichte
Auf Beschluss des Präsidiums der Obersten Volksversammlung hin wurde die Medaille am 15. Oktober 1945 gestiftet. Vorrangig verliehen wurde sie an sowjetische Soldaten, die im Sowjetisch-Japanischen Krieg gekämpft hatten, teilweise auch mit russischen Verleihungsdokumenten. 
Aus den Verleihungsdokumenten lässt sich folgern, dass in den ersten zwei Monaten nach Stiftung ca. 1000 Medaillen und bis in den Frühling 1949 ca. 10.000 Medaillen vergeben wurden.
Der koreanische Titel der Medaille erinnert an den Nationalen Tag der Befreiung Koreas.

## Berühmte Träger
- Nikolai Gerassimowitsch Kusnezow
- Alexander Michailowitsch Wassilewski
- Kirill Afanassjewitsch Merezkow
- Rodion Jakowlewitsch Malinowski